# RLD-Verfahren
Das RLD-Verfahren (engl. Randomized Last Digit: zufällige letzte Ziffer) ist ein Verfahren zur Ermittlung von Stichproben bei CATI-Befragungen (Computer Assisted Telephone Interview) im Rahmen der Marktforschung oder aber auch der Wahlforschung.

## Prinzip
Hierbei wird eine zufällige Telefonnummer generiert, indem man die letzte Ziffer einer beliebigen Rufnummer mit einer Zufallszahl zwischen 1 und 9 addiert oder diese von ihr subtrahiert. Somit können auch solche Haushalte in die (telefonische) Stichprobe gelangen, die nicht im Telefonbuch verzeichnet sind (Teilnehmer mit Geheimnummern).

### Beispiel
Bei der bestehenden Rufnummer 0511 – 555 1234 7 wird die letzte Ziffer – 7 – durch eine Zahl ersetzt, die sich aus der Subtraktion mit der Zufallszahl 6 ergibt: 0511 – 555 1234 1.

## Bedeutung
Weil größere Teile der Telefonanschlüsse nicht mehr im amtlichen Telefonbuch eingetragen sind, wird diese Methode der Stichprobengenerierung immer wichtiger, da große Unterschiede zwischen der soziodemografischen Struktur eingetragener und nicht eingetragener Haushalte bestehen.
Das RLD-Verfahren wurde in den USA entwickelt und wird mittlerweile von fast allen führenden Markt- und Meinungsforschungsinstituten angewandt.